# Königreich Dalmatien
Das Königreich Dalmatien an der Adria war von 1797 bis zum Zerfall der Habsburgermonarchie im Jahre 1918, abgesehen von einer Unterbrechung 1805–1814/1815, ein österreichisches Kronland. Die Landeshauptstadt war Zara, das heutige Zadar.

## Entwicklung

### Entstehung

Das Königreich Dalmatien in Österreich-Ungarn (Nr. 5)

Nach dem Ende der Republik Venedig infolge der Besetzung Venedigs durch die Truppen Napoléon Bonapartes wurden die venezianischen Besitzungen an der Ostküste der Adria ebenso wie der größte Teil des übrigen venezianischen Territoriums durch den Vertrag von Campo Formio 1797 an Österreich angegliedert. Aus den venezianischen Besitzungen in Dalmatien und an der Bucht von Kotor entstand das österreichische Kronland Dalmatien. Es erstreckte sich von der Insel Rab und Karlobag im Norden bis Budva im Süden. Der maritime Stadtstaat Ragusa (Dubrovnik) konnte damals noch seine Unabhängigkeit bewahren.
Nach der Eroberung durch die Truppen Napoleon Bonapartes wurde das Land im Jahr 1805 mit dem Frieden von Pressburg an Frankreich angeschlossen und bildete einen Teil seiner Illyrischen Provinzen. Im Jahr 1814/15 fiel nach dem Wiener Kongress der gesamte Landstrich, jetzt einschließlich des Gebietes der ehemaligen Republik Ragusa, an Österreich zurück. Das Kronland erstreckte sich nun bis Spizza (dem heutigen Sutomore) in der Nähe von Bar (Montenegro).

### Von 1815 bis 1867
Auf der Halbinsel Prevlaka wurde eine Festung erbaut, um den Schiffsverkehr in die Bucht von Kotor militärisch zu kontrollieren. Nach den Revolutionsereignissen 1849 wurde Dalmatien vorübergehend dem Ban von Kroatien untergeordnet. Im Konflikt mit der slawischen Mehrheitsbevölkerung versuchte der von der italienischsprachigen Führungsschicht dominierte dalmatinische Landtag, Dalmatien im Verband der österreichischen Provinzen zu halten. Nur die slawisch-nationale Partei verlangte in einer am 9. Oktober 1861 dem Kaiser übergebenen Adresse die Wiederherstellung des dreieinigen Königreichs Kroatien, Dalmatien und Slawonien, für das sie in Bezug auf den österreichischen Staatsverband dieselbe Selbständigkeit beanspruchten, die Ungarn bis zur Revolution von 1848/49 besessen hatte.

### Österreichisch-Ungarischer Ausgleich
Nach dem Österreichisch-Ungarischen Ausgleich von 1867 blieb Kroatien-Slawonien als autonomes Land Teil der ungarischen Reichshälfte, während Dalmatien zu Cisleithanien geschlagen wurde und damit bei Österreich verblieb. Entgegen dem Wunsch der kroatischen Bevölkerungsmehrheit blieb daher eine formelle Vereinigung mit dem Königreich Kroatien und Slawonien aus. Die fortbestehende politische Trennung blieb bis zum Ende der Österreichisch-Ungarischen Monarchie ein politischer Konfliktpunkt.
Im österreichischen Dalmatien wurde zunächst wie schon unter venezianischer Herrschaft weiterhin Italienisch als Amtssprache verwendet. Zwischen den 1870er und 1880er Jahren wurde die kroatische oder serbische Sprache zur Geschäftssprache des dalmatinischen Landtages, nachdem südslawisch orientierte Parteien dort die Mehrheit gewonnen hatten. Als äußere Amtssprache der staatlichen Behörden wurde in diesem Zeitraum die kroatische oder serbische Sprache dem Italienischen gleichgestellt, innere Amtssprache der Landesbehörden blieb jedoch bis kurz vor dem Ersten Weltkrieg ausschließlich Italienisch. Auch in deutschsprachigen Texten der österreichischen Zentralbehörden blieb es üblich, für dalmatinische Toponyme (Ortsnamen) die italienischsprachigen Formen zu verwenden.

## Bevölkerung
Bevölkerungsgruppen nach offiziellen (österreichischen) Statistiken:
|                    | 1851              | 1869              | 1880              | 1890              | 1900              | 1910              |
| ------------------ | ----------------- | ----------------- | ----------------- | ----------------- | ----------------- | ----------------- |
| Kroaten und Serben | 378.676 (96,18 %) | 384.180 (83,77 %) | 440.282 (92,48 %) | 501.307 (95,05 %) | 565.276 (95,20 %) | 610.669 (94,58 %) |
| Italiener          | 13.701 (3,48 %)   | 55.020 (11,99 %)  | 27.305 (5,74 %)   | 16.000 (3,03 %)   | 15.279 (2,57 %)   | 18.028 (2,79 %)   |
| gesamt             | 393.715           | 458.611           | 476.101           | 527.426           | 593.784           | 645.666           |

Religiöse Zusammensetzung laut Volkszählung 1900:

römisch-katholisch: 496.558 (83,66 %)

orthodox: 96.279 (16,21 %)

israelitisch: 334 (0,06 %)

## Landesvertretung, Verwaltungsgliederung
Die territoriale Verwaltungsgliederung Dalmatiens im Kaisertum Österreich vor der Gründung des Dalmatinischen Landtags im Jahre 1861 bestand seit 1814 und bis 1867 aus den vier Kreisen Zara, Spalato, Ragusa und Cattaro. Diese Kreise waren in Bezirke unterteilt, die den Namen ihrer Hauptorte bzw. den jeweiligen Inselnamen trugen:

Kreis Zara:
Pago, Arbe, Zara, Obbrovazzo, Knin, Scardona, Dernis und Sebenico
Kreis Spalato:
Trau, Spalato, Sign, Almissa, Imoschi, Brazza, Lissa, Lésina, Macarsca und die Veste Opus
Kreis Ragusa:
Cúrzola, Sabioncello, Slano, Ragusa und Ragusa Vecchia
Kreis Cattaro:
Castel Nuovo, Cattaro und Budua
Die Bezirke besaßen mit den zugehörigen Gemeinden eine weitere administrative Untergliederung. Die Zahl der Gemeinden belief sich um 1849 im Kreis Zara auf 249, im Kreis Spalato auf 251, im Kreis Ragusa auf 140 und im Kreis Cattaro auf 104; insgesamt waren es 744.
Die politische Oberbehörde Dalmatiens war die Statthalterei in Zara (Zadar), wo es auch ein Oberlandes- und ein Landesgericht gab. Dazu bestanden drei Kreisgerichte und 33 Bezirksgerichte. Die Bevölkerung verteilte sich auf 81 Ortsgemeinden mit 841 Ortschaften. Die politische Einteilung erfolgte von 1868 an in Bezirkshauptmannschaften.
| Bezirkshauptmannschaft | Fläche   | Einwohner (1900) |
| ---------------------- | -------- | ---------------- |
| Benkovac/Bencovazzo    | 1581 km² | 38.481           |
| Cattaro/Kotor          | 674 km²  | 37.096           |
| Curzola/Korčula        | 590 km²  | 27.352           |
| Imoski/Imotski         | 646 km²  | 36.737           |
| Knin/Tenin             | 1408 km² | 51.608           |
| Lesina/Hvar            | 413 km²  | 28.005           |
| Macarsca/Makarska      | 538 km²  | 25.588           |
| Metkovic/Metković      | 384 km²  | 14.160           |
| Ragusa/Dubrovnik       | 778 km²  | 40.939           |
| Sebenico/Šibenik       | 962 km²  | 51.293           |
| Sinj/Signo             | 1336 km² | 52.516           |
| Split/Spalato          | 1889 km² | 114.687          |
| Zara/Zadar             | 1636 km² | 75.322           |

## Sonstiges
Aufgrund der kargen Bodenverhältnisse war dieses Kronland das ärmste in der Donaumonarchie.